# Gornje Biljane
Gornje Biljane is een plaats in de gemeente Benkovac in de Kroatische provincie Zadar. De plaats telt 59 inwoners (2001).